# Luiz Henrique da Silveira
Luiz Henrique da Silveira GOMM (Blumenau, 25 de fevereiro de 1940 — Joinville, 10 de maio de 2015) foi um advogado e político brasileiro filiado ao Partido do Movimento Democrático Brasileiro (PMDB). Foi ministro da Ciência durante o governo José Sarney. Por Santa Catarina, foi governador por dois mandatos, senador e deputado federal durante cinco mandatos, além de prefeito de Joinville em duas ocasiões.

## Vida
Filho de Moacir Iguatemy da Silveira e de Delcides Clímaco da Silveira. Descendente de Luís Maurício da Silveira. Bacharelou-se em direito pela Universidade Federal de Santa Catarina em 1965. Casado com Ivete Appel da Silveira, deixou dois filhos, além de netos. Faleceu vítima de dois infartos.

## Carreira
Foi deputado estadual à Assembleia Legislativa de Santa Catarina na 7ª legislatura (1971 — 1975), como suplente convocado.
Foi deputado federal por Santa Catarina na 45ª legislatura (1975 — 1979) e na 50ª legislatura (1995 — 1999).
Foi presidente nacional do Partido do Movimento Democrático Brasileiro (PMDB), prefeito de Joinville e governador de Santa Catarina por dois mandatos: o primeiro de 1 de janeiro de 2003 a 9 de abril de 2006, quando renunciou para se dedicar à reeleição. Reeleito, o segundo mandato iniciou em 1 de janeiro de 2007, e perdurou até 25 de março de 2010, quando renunciou para ser candidato a senador.
Iniciou sua militância na política estudantil na Universidade Federal de Santa Catarina, onde se formou em direito. Foi professor de História Geral do Colégio Coração de Jesus, em Florianópolis. Em 1966 mudou-se para Joinville, onde montou banca de advocacia e ministrou aulas de língua portuguesa e história geral no Colégio Bom Jesus e de Direito Público e Privado na atual Univille. Assumiu o Ministério da Ciência e Tecnologia entre 1987 e 1988, durante o governo José Sarney. Em 1971 foi eleito presidente do Diretório Municipal do Movimento Democrático Brasileiro (MDB) de Joinville. Exerceu a presidência do Diretório Nacional do Partido do Movimento Democrático Brasileiro (PMDB) entre 1993 e 1996.
Seu governo foi marcado pela criação de trinta secretarias de Desenvolvimento Regional em diversas regiões do estado, ato muitas vezes criticado devido à possibilidade de criação de cargos comissionados, onerando os cofres públicos. Admitido à Ordem do Mérito Militar em 1995 pelo presidente Fernando Henrique Cardoso no grau de Comendador especial, foi promovido em 2003 por Luiz Inácio Lula da Silva ao grau de Grande-Oficial.
Primeiro governador reeleito da história do estado de Santa Catarina, conseguiu a marca histórica em 29 de outubro de 2006, com 52,7% dos votos válidos, tendo sido derrotado em 108 municípios. Renunciou ao cargo em 25 de março de 2010 em favor de Leonel Pavan para concorrer ao Senado Federal do Brasil nas Eleições gerais no Brasil em 2010.
Correu no Tribunal Superior Eleitoral (TSE) um recurso que pedia a cassação do mandato do ex-governador Luiz Henrique da Silveira. Ele era acusado por adversários de abuso de poder econômico na divulgação de propaganda institucional durante a campanha eleitoral de 2006. Em 15 de fevereiro de 2008, o julgamento foi interrompido por um pedido de vista do ministro Marcelo Ribeiro, sendo que três dos sete ministros do TSE já haviam votado a favor da cassação do governador. Em 28 de maio de 2009, por seis votos a um, o TSE absolveu o governador da acusação.
Em 3 de outubro de 2010 elegeu-se senador, para ocupar uma das duas vagas no Senado pelo estado de Santa Catarina.
Foi candidato à presidência do senado em 2015, perdendo a eleição para Renan Calheiros.

## Morte
Em 10 de maio de 2015, logo após almoçar em seu apartamento em Itapema, Santa Catarina, passou mal e foi levado a um hospital de Joinville, onde acabou falecendo. De acordo com o secretário de Comunicação de Joinville, Marco Aurélio Braga, ele estava em casa, em Joinville, e teve um infarto fulminante após o almoço. Foi sepultado no Cemitério Municipal de Joinville.
No senado assumiu o 1º suplente Dalírio Beber do Partido da Social Democracia Brasileira (PSDB), que foi amigo pessoal e companheiro nos mandatos de Luiz Henrique da Silveira no governo de Santa Catarina.

## Publicações
- Antenas e Raízes. Artigos & Crônicas - 1961/2002. Joinville: Editora Letradágua, 2005.